# أميد
الأميدات (مفردها أميد) مركبات عضوية تحتوي مجموعة وظيفية تدعى الأميد وهي عبارة عن زمرة كربونيل متصلة بزمرة أمين.

تعتبر الأميدات بنوعيها الأليفاتية والأروماتية وبأصنافها المختلفة (الأولوية والثانوية والثالثية)أقل مشتقات الأحماض الوظيفية فاعلية ويعود ذلك إلى أن المجموعة المغادرة في هذه الحالة هي أيون الأميد(R2N). ولأنه قاعدة قوية لحامض ضعيف جدا هو الأمين (R2NH) فأنه يكون من الصعب مغادرته لذلك نجد أن الاستبدال النيكلوفيلي للأميدات لا يتم إلا في أوساط قاعدية أو حامضية وعند درجات حرارة عالية.
الأميدات الآروماتية (الحلقية) أقل فاعلية من الأميدات الأليفاتية (خطية) المقابلة، ويرجع السبب لهذا الاختلاف إلى اقتران زوج الإلكترونات الرابط على ذرة النتروجين مع إلكترونات الرابطة بأي في مجموعة الكربونيل ويؤدي هذا الاقتران إلى عدم تمركز الإلكترونات، ويقلل ذلك من الهجوم النيوكليوفيلي على ذرة الكربون الكربونيلية وبالتالي تقل الفاعلية وتكتسب الأميدات الحلقية المعروفة باسم اللاكتامات نفس تفاعلات الأميدات المفتوحة

## التسمية
هو تحويل الأميدات إلى الأحماض والأمينات المقابلة. تتميه الأميدات وذلك عند تسخينها ولمدة طويلة في ماء في وجود حامض أو قاعدة كحافز، وكلا النوعين من التميه (التميه الحامضي والتميه القاعدي) يتم بميكانيكية الإضافة والحذف ويؤدي التميه الحامضي إلى تكوين الحامض الكربوكسيلي المقابل والأمين في صورة ملح أمونيوم.
```
ـCH3CH2CH(CH3)CH2C(O)OH + (NH4)SO4CH3 CH2CH(CH3) CH2C(O)NH2
```

أما التميه القاعدي فيؤدي إلى تكوين الأمين وملح الحامض الكربوكسيلي الذي يتحول إلى الحامض عند تحميض خليط التفاعل.
CH3 CH2 CH2C(O)O + CH3NH3ــCH3 CH2 CH2C(O)NHCH3

## الاختزال
(اصطناع الأمينات والألدهيدات) عند معالجة الأميد سواء كان أميدا مفتوحا أو حلقيا بليثيوم ألومنيوم هيدريد في إيثر ثم تحميض خليط التفاعل ينتج الأمين المقابل كما في الأمثلة التالية:
```
C6H6)OCH2C(O)NH2 +LiAIH4) ــ (C6H6)OCH2CH2NH2
```

CH3(CH2)10C(O)NHCH3 +LiAlH4 +H2O CH3(CH2)10CH2NHCH3 (81-95%)
ويعتقد أن اختزال الأميد إلى الأمين يتم بميكانيكية تشمل إضافة أيون الهيدريد إلى الرابطة الثنائية يلي ذلك حذف ليثيوم ألومينات وينتج عن ذلك أيون إيمنيوم الذي يضيف أيون هيدريد ليعطي الأمين المقابل.
ولقد أوضحت الدراسات أن اختزال الأميدات الثالثية باستخدام داي(2-ميثايل بروبايل)ألمونيوم هيدريد في إيثر بدلا من ليثيوم ألومنيوم هيدريد يؤدي إلى تكوين الألدهيدات المقابلة ويتم التفاعل بالميكانيكية الموضحة أدناة.
ومن أمثلة الألدهيدات التي تم اصطناعها من الأميدات الألدهيدات الموضحة أدناه
LiAlH4 + 3C2H5OHــ LiAlH4(OC2H5)3 + 3H2

## تعديل هوفمان
```
(هلجنة الأميدات الأولية، اصطناع الأمينات الأولية) تتميز الأميدات الأولية (RCONH2)عن الثانوية(`RCONHR) والثالثية (RCONR2)بأنها تتفاعل مع الهالوجينا (Cl2,Br2) في وجود صوديوم هيدرو كسيد وتعطي الأمينات المقابلة التي تحتوي كل منها على ذرة كربون أقل من الأميد الأولي المستخدم كما في الأمثلة التالية
```

RC(O)NH2ـ RNH2 + OCO
ولقد أوضحت الدراسات أن هذا التفاعل يتم بميكانيكية تشمل هجرة المجموعة المتصلة بمجموعة الكربونيل إلى ذرة النيتروجين على النحو التالي
RC(O)NH2 + OHـ RC(O)NH + H2O
RCONH + Cl2 ــRCONHCl + HCl
توضح هذه الميكانيكية أن التفاعل يبدأ بانتزاع إحدى ذرات الهيدروجين المرتبطة بذرة النيتروجين وتكوين أيون الأميدات الذي بدوره يتفاعل مع الهالوجين ويكون هالو أميد وهذا الأخير يكون أكثر حامضية من الأميد المستخدم فينتزع أيون الهيدروكسيد ذرة الهيدروجين المرتبطة بالنيتروجين وينتج أيون هالو أميدات الذي يفقد أيون الهاليد ويعطي أسايل نيترين كوسيط وهذا الأخير غير مستقر فيحدث له تعديل حيث تنفصل المجموعة المرتبطة بذرة الكربون لترتبط بذرة النيتروجين مكونة بذلك الأيزوسيانات التي تتفاعل مباشرة مع الماء لتكون حامض كرباميك الذي يفقد مباشرة جزيء ثاني أكسيد الكربون لأنه غير مستقر ليعطي الأمين الأولي
وممايؤكد بكوين الأيزوسيانات كوسيط أنه إذا أجري التفاعل في ميثانول بدلا من الماء كمذيب وصوديوم ميثوكسيد بدلا من صوديوم هيدروكسيد فأن التفاعل يؤدي إلى وسيط الأيزوسيانات. ولأهمية هذا التفاعل في اصطناع الأمينات الأليفاتية والأروماتية سمي باسم مكتشفه وهو الكيميائي الألماني هوفمان ويعرف باسم تعديل هوفمان

## حامضية الأميدات والألكلة
(اصطناع مشتقات N-ألكايل و N,N-داي ألكايل أميدات)
تكتسب الأميدات الأولية والثانوية صفة الحامضية حيث وجد أن ثابت التأين PKa للرابطة N-H فيها حوالي 15 لذلك فهي تتفاعل كأحماض ضعيفة جدا يلزمها قواعد قوية حتى يمكن تحرير القاعدة المقترنة لكل منهما فمثلا عن معالجة ـميد أولي أو ثانوي بصوديوم هيدريد في بنزين يتكون ملح صوديوم أميدات المقابل
RCONHR' + NaH ــ[R-CO-NR]Na
وأنيون الأميدات يتفاعل كنيوكليوفيل قوي فإذا أضيف ألكايل هاليد له يحدث استبدال نيكلوفيلي وينتج N-ألكايل أميد
وإذا احتوى الأميد على ذرات هيدروجين في الموقع ألفا بالنسبة لمجموعة الأمين التي تعمل كمجموعة ساحبة للإلكترونات وتصل قيمة ثابت التأين PKa لذرات الهيدروجين ألفا في الأميدات حوالي 30 ولتوليد القاعدة المقترنة أي أيون الأميد إينولات ويتفاعل أيون أميد إينولات كنيوكليوفيل حيث يتفاعل مع الألكايل هاليدات ويعطي نواتج الاستبدال المقابلة.

## اصطناع الأيمدوايل كلوريدات
عند تسخين أميد ثانوي مع خامس كلوريد الفوسفور ينتج الإيمنيوم كلوريد المقابل
RCONHR + PCl5 RC(Cl)=N-R
والإيمدوايل كلوريد عبارة عن مشتق الكلوريد لحامض إيمديك الذي هو عبارة عن متشكل الإينول للأميد المستخدم ومركبات الإيمدوايل كلوريد نشطة كيميائيا وتتفاعل مع كثير من الكواشف النيوكليوفيلية وتعطي نواتج الاستبدال المقابلة كما في الأمثلة التالية

## اصطناع النيتريلات
عند تسخين الأميدات الأولية سواء كانت أليفاتية أو أروماتية مع خامص أكسيد الفسفور فأنها تفقد جزيء ماء وتتكون النيتريلات المقابلة كما في المثال التالي :
3CH3CH2C(CH3)HCH(CH3)CONH2 + P2O5 3CH3CH2CH2CH(CH3)CH(CH3)CN + 2H3PO4
ويعتقد أن حذف الماء من مجموعة الأميد الأولية يتم بميكانيكية تشمل تكوين إستر فوسفات التي تتحلل حراريا إلى النيتريل وحامض فوسفوريك
3RCONH2 + P2O5ـ [(RCNO)3P=O]3RCN
كذلك يمكن تحويل الأميدات الأولية إلى نيتريلات وذلك بتسخينها مع ثيونايل كلوريد (SOCl2) أو فوسفور أكسي كلوريد(POCl3)
3RCONH2 + SOCl2 3RCN + 3HCl + SO2

## النترزة
تميه الأميدات الأولية واصطناع ديازو ميثان من الأميدات الثانوية
تتفاعل الأميدات الأولية مع حامض نيتروز وتعطي ملح الديازونيوم المقابل وهذا يكون غير مستقر حيث يفقد جزيء نيتروجين مخلفا وراءه أيون الأسايلم الذي تهاجمه جزيئات الماء وينتج الحامض الكربوكسيلي المقابل وبالتالي تكون محصلة التفاعل هي تميه الأميد الأولي إلى الحامض المقبل
ويعتقد أن التفاعل يتم بهذه الميكانيكية الموضحة أدناه
RCONH2 + HONOــ RCO-NH-N=O
أما الأميدات الثانوية خاصة N- ميثايل أميدات فأنها تتفاعل مع حامض النيتروز وتعطي مشتقات N- نيتروزوأميدات وتعتبر هذه المشتقات المركبات السلف لتحضير ديازوميثان الذي يستخدم بكثرة في الاصطناع العضوي فمثلا عند معالجة N-يثال -N- نيتروزويوريا في إيثر بمحلول بوتاسيوم هيدروكسيد (40
عند الصفر المئوي ينتج محلول ديازوميثان ذو لون أصفر ويتكون الأخير على النحو التالي
H3C-NH-CO-NH2 + HONO ــH3CN(N=O)CONH2

## اصطناع جبريل للأمينات الأولية
ذرة الهيدروجين المرتبطة بذرة اليتروجين في الأميدات تكون أكثر حامضية من مثيلاتها في الأميدات الأولية أو الثانوية ويجع سبب ذلك إلى تأثير مجموعتي الكربونيل في الأميد وكذلك إلى استقرارية القاعدة المقترنة للأميد بسبب الرنين ومن أمثلة هذه الأميدات فثاليميد ويصل ثابت التأين الحامضي له حوالي 9 ولذلك فهو يتحول إلى بوتاسيوم فثاليميد بفعل بوتاسيوم هيدرو كسيد
وأيون فثاليميد نيوكليوفيل قوي يتفاعل مع الألكايل هلايدات الأولية والثانوية بسهولة حيث يستبدل فيها ذرة الهالوجين ويكون ألكايل فثاليميد ويعتبر هذا التفاعل أساس اصطناع الأمينات والأحماض الأمينية المعروف بأصطناع جبريل وفيه يحول فثاليميد إلى ملح البوتاسيوم المقابل ثم يعالج الملح بالألكايل هاليد حيث ينتج ألكايل فثاليميد ثم يعالج الأخير بهيدرازين هيدرات بدلا من تسخينه في محلول بوتاسيوم هيدروكسيد حيث يتحرر الأمين الأولي المقابل ويترسب فثالازين 1-4-دايون
وقد استخدم هذا التفاعل في اصطناع الأحماض الأمينية وذلك يمفاعلة بوتاسيوم فثاليميد مع داي إيثايل برومومالونات ثم ألكلة الناتج بألكايل هاليد مناسب في وجود صوديوم إيثوكسيد كقاعدة حافزة ويلي ذلك إجراء تميه حامضي لناتج الاستبدال والأمثلة التالية توضح ذلك.